# Ундер, Бюлент
Бюлент Ундер (тур. Bülent Ünder; род. 16 апреля 1949, Стамбул) — турецкий футболист и футбольный тренер. На протяжении всей своей игровой карьеры выступал за стамбульский «Галатасарай», тренерская деятельность Ундера также преимущественно связана с этим клубом.

## Карьера игрока

### Клубная карьера
На протяжении всей профессиональной карьеры футболиста Бюлент Ундер выступал за «Галатасарай» из своего родного города. 10 мая 1970 года он дебютировал в Первой лиге, выйдя в основном составе в домашнем поединке против «Гёзтепе». 4 февраля 1973 года Ундер забил свой первый гол в рамках лиги, открыв счёт в гостевой игре с командой «Тюрк Телекомспор». C «Галатасараем» он трижды становился чемпионом страны и один раз обладателем Кубка Турции. В 1978 году Ундер завершил карьеру футболиста.

### Карьера в сборной
13 января 1973 года Бюлент Ундер дебютировал в составе сборной Турции в матче отборочного турнира чемпионата мира 1974 против команды Италии, выйдя в основном составе. Всего за национальную сборную он провёл 9 игр в период с начала 1973 по 20 января 1974 года.

## Тренерская карьера
Свою тренерскую карьеру Бюлент Ундер начинал в клубе «Денизлиспор», игравшем тогда во Второй лиге. Там он однако долго не задержался. Затем он поработал главным тренером команды «Ченгилкёй», после чего вернулся в «Денизлиспор» на ту же должность. Наиболее ярким периодом в тренерской карьере Ундера была работа в качестве помощника главного тренера «Галатасарая» Фатиха Терима с 1996 по 2000 год. В этот период стамбульцы доминировали на национальном уровне, а также в 2000 году выиграли Кубок УЕФА. Летом того же года Терим перебрался в итальянскую «Фиорентину». Ундер же в сезоне 2000/01 возглавлял «Самсунспор», при этом под его руководством клуб одержал волевую гостевую победу над «Галатасараем». Команда заняла восьмое место в итоговой турнирной таблице чемпионата.
В сезоне 2005/2006 Бюлент Ундер вернулся в «Галатасарай» в качестве помощника главного тренера Эрика Геретса. 25 марта 2011 года Ундер занял пост главного тренера стамбульцев до конца сезона после того, как его предшественник Георге Хаджи расторг контракт с клубом по взаимному согласию сторон. «Галатасарай» тогда занимал 14-е место в турецкой Суперлиге и финишировал в итоге на восьмой позиции.

## Достижения

### В качестве игрока
«Галатасарай»
- Чемпион Турции (2): 1971/72, 1972/73
- Обладатель Кубка Турции (2): 1972/73, 1975/76
- Обладатель Суперкубка Турции (1): 1972